# Comuna Vilșanska-Novoselîțea, Vasîlkiv
Vilșanska-Novoselîțea (în ucraineană Вільшанська-Новоселиця) este o comună în raionul Vasîlkiv, regiunea Kiev, Ucraina, formată din satele Petrivka, Stepanivka și Vilșanska-Novoselîțea (reședința).

## Demografie
Componența lingvistică a comunei Vilșanska-Novoselîțea
     Ucraineană (99,44%)
     Alte limbi (0,37%)
Conform recensământului din 2001, majoritatea populației comunei Vilșanska-Novoselîțea era vorbitoare de ucraineană (99,44%), existând în minoritate și vorbitori de alte limbi.